# Gemengde fractie
Een gemengde fractie is in bepaalde landen een parlementaire fractie die bestaat uit volksvertegenwoordigers die in geen van de andere fracties zitting hebben. In die zin is de gemengde fractie een soort restcategorie. In verschillende landen zijn er verschillende redenen voor het bestaan van een gemengde fractie. 

## Italië
In Italië heet de gemengde fractie de gruppo misto. Deze bestaat uit volksvertegenwoordigers die bij geen enkele andere fractie behoren. Over het algemeen zijn dit partijen die in verkiezingen niet voldoende vertegenwoordiging hebben verkregen om een eigen fractie te vormen, of onafhankelijke parlementsleden die tot geen enkele partij behoren. 

## Spanje
In Spanje heet de gemengde fractie de grupo mixto. Deze bestaat uit partijen en volksvertegenwoordigers die elk afzonderlijk niet voldoen aan de voorwaarden om een zelfstandige fractie te kunnen zijn. Deze voorwaarden zijn bepaald in de Spaanse grondwet, in andere wetten of in het interne reglement van het parlement. Dit zijn voorwaarden omtrent een minimum aantal behaalde zetels, verdeeld over een minimum aantal kieskringen. Ook leden die in de loop van een legislatuur niet langer behoren tot hun oorspronkelijke fractie, gaan deel uitmaken van de grupo mixto. 
De voorwaarden om een eigen fractie te vormen in de Cortes Generales (de Spaanse Staten Generaal) zijn: 
- Ten minste 15 zetels (congres) of 10 zetels (senaat) behaald in de verkiezingen
- Ten minste 5 zetels behaald en 15% van de stemmen in de kieskringen waar deel werd genomen, of 5% van de stemmen nationaal

Op andere niveaus heeft elke volksvertegenwoordiging eigen minimumvoorwaarden voor het vormen van een fractie.
Indien een partij niet voldoet aan deze voorwaarden voor het vormen van een eigen fractie, kan een partij samen met andere partijen proberen een fractie te vormen door er gezamenlijk aan te voldoen. Op deze manier zijn er in het nationale congres weleens gecombineerde fracties van kleine linkse, Baskische of Catalaanse partijen. Lukt het niet een gecombineerde fractie te vormen, dan kan een partij door een aantal administratieve 'trucs', zoals het "lenen" van een afgevaardigde van een andere partij, toch proberen een eigen fractie te vormen. Als de fracties eenmaal gevormd zijn, voegt deze vertegenwoordiger zich weer bij de oorspronkelijke partij. Mogelijke kleinere fracties worden overigens lang niet altijd op deze wijze geholpen. 
Indien een partij of groep van partijen er uiteindelijk zo ook niet in slaagt een fractie te vormen, dan gaan de afgevaardigden deel uitmaken van een gedeelde fractie met anderen die ook geen eigen fractie hebben, de zogenaamde grupo mixto. In deze groep zitten ook volksvertegenwoordigers die uit hun oorspronkelijke fractie zijn gestapt of gezet, nadat hun oorspronkelijke partij aan de volksvertegenwoordiging heeft laten weten dat zij er geen deel meer van uitmaken. Door het bestaan van de grupo mixto kent Spanje geen eenmansfracties. 
De fracties zijn de eenheid waarbinnen het parlementaire werk wordt verdeeld, zoals de minimale vertegenwoordiging die aanwezig dient te zijn tijdens een reces in geval van bijzondere zittingen of de vertegenwoordiging in parlementaire commissies. De grupo mixto stelt kleine partijen in staat om volledig aan deze activiteiten deel te nemen. 